# 10948 Odenwald
10948 Odenwald eller 2207 P-L är en asteroid i huvudbältet som upptäcktes den 24 september 1960 av den nederländsk-amerikanske astronomen Tom Gehrels och det nederländska astronomparet Ingrid van Houten-Groeneveld och Cornelis Johannes van Houten vid Palomarobservatoriet. Den är uppkallad efter den tyska bergskedjan Odenwald.
Asteroiden har en diameter på ungefär 3 kilometer och den tillhör asteroidgruppen Vesta.